# Гоне Дончев
Гоне Дончев Гонев, известен като Калински, е български общественик и революционер, деец на Вътрешната македоно-одринска революционна организация.

## Биография
Роден е в 1868 година в кукушкото село Калиново, тогава в Османската империя, днес Султоянейка, Гърция, както сам казва „от родители българи“ Марга Дончева и Дончо Гонев. Влиза във ВМОРО в 1899 година и първоначално действа като легален деец. В 1901 година четата на Андон Кьосето, отседнала в къщата му, е открита от властите. Дончев участва в сражението и става нелегален в четата. В 1902 година с четата на Христо Чернопеев се сражава в планината Плачковица и в голямото сражение при Готен и Гарван. Също с Чернопеевата чета се сражава при Брегалница. По време на Илинденско-Преображенското въстание през лятото на 1903 година е четник на Кръстьо Асенов. Участва в сражението при Биглата.
В 1904 година след амнистията се завръща в Калиново, но продължава да се занимава с революционна дейност като легален деец до 1912 година.
На 1 март 1943 година, като жител на София, подава молба за народна пенсия, която е одобрена и отпусната от Министерския съвет на Царство България.